# Argyrophis giadinhensis
Argyrophis giadinhensis är en ormart som beskrevs av Bourret 1937. Argyrophis giadinhensis ingår i släktet Argyrophis och familjen maskormar. Inga underarter finns listade i Catalogue of Life.
Denna orm förekommer i Vietnam. Arten är kanske identisk med Argyrophis diardii. Honor lägger ägg. Artepitetet i det vetenskapliga namnet syftar på fyndplatsen.